# Social ekonomi
Social ekonomi avser organiserade verksamheter som primärt har samhälleliga ändamål, bygger på demokratiska värderingar och är organisatoriskt fristående från den offentliga sektorn. Begreppet social ekonomi har använts en längre tid inom EU, men är relativt nytt och mindre välkänt i Sverige, som började använda begreppet i och med medlemskapet i EU. 
Sociala ekonomin omfattar verksamheter som har allmännytta eller medlemsnytta, inte vinstintresse, som främsta drivkraft 
. Det skiljer den från exempelvis privatföretagens verksamheter. Den sociala ekonomin kan ses som det arbete som sker inom den ideella sektorn i ekonomiska föreningar och kooperativ och som alltså är varken privat eller offentlig. Inom sociala ekonomin studeras dynamiken mellan denna typ av verksamhet och den offentliga och privata samt hur nya möjligheter kan skapas för att lösa olika uppdykande samhällsutmaningar.
Andra begrepp som är relaterade till social ekonomi är Idéburen organisation, tredje sektorn och civila samhället.